# Cistina columbiae
Étoile de mer marbrée
Genre
Espèce
Cistina columbiae est une espèce d'étoiles de mer de la famille des Ophidiasteridae, la seule du genre Cistina.

## Description
C'est une petite étoile de mer régulière à 5 bras allongés rayonnant autour d'un disque central réduit, de couleur rouge brique plus ou moins maculée de gris. Les bras sont en partie recouverts de petites pointes alignées.

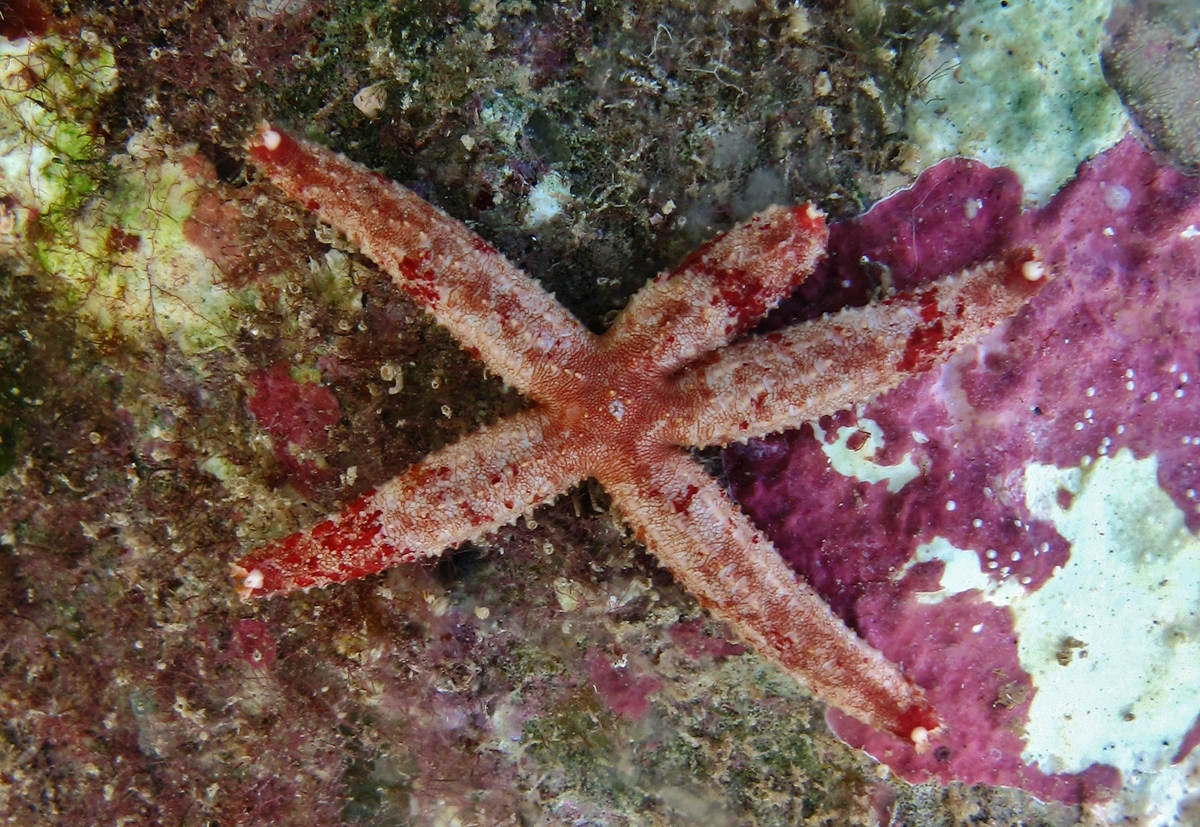
Cistina columbiae à La Réunion.
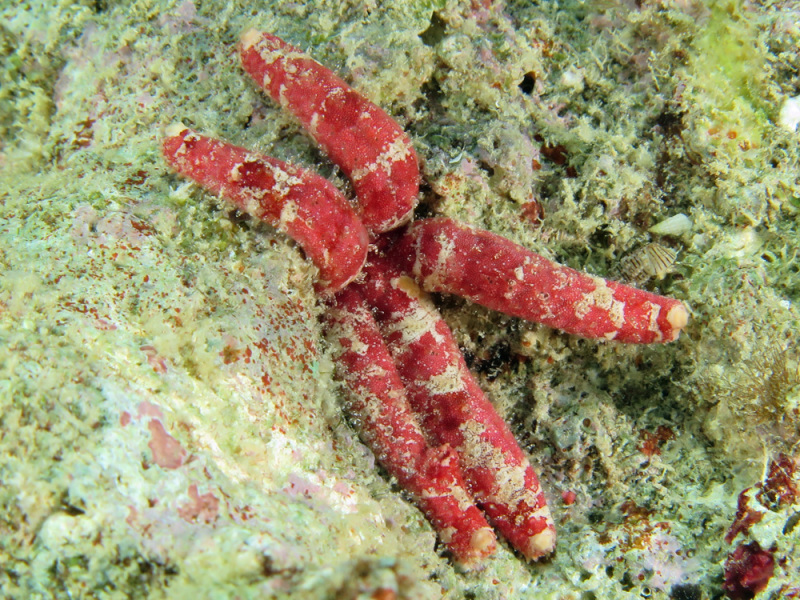
En Australie.
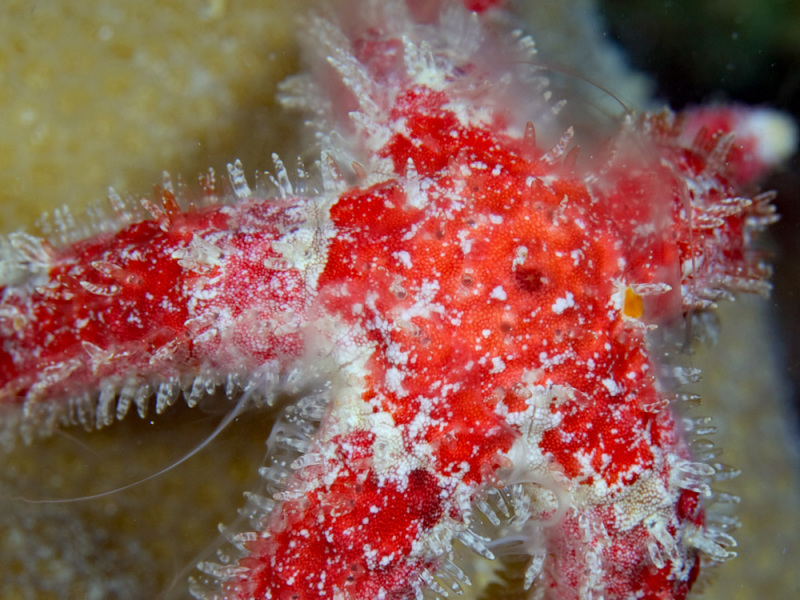
Disque central.
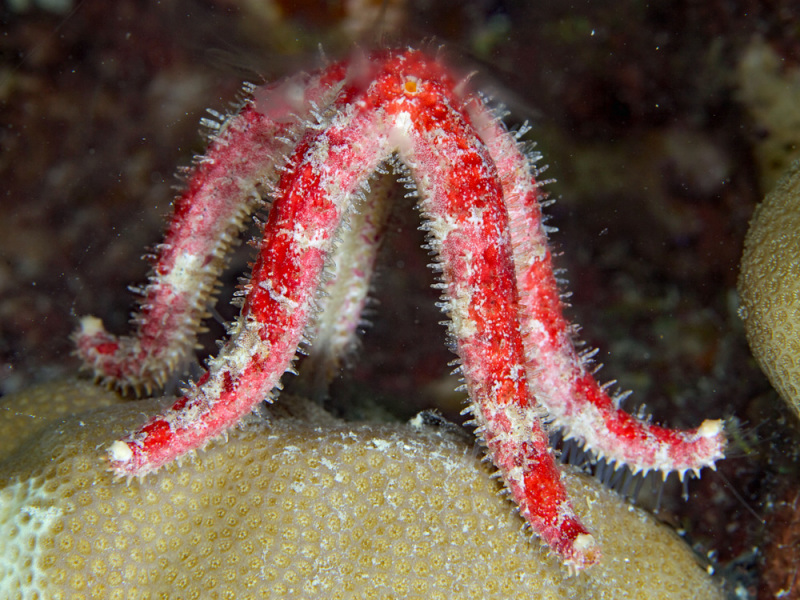
En position de reproduction.

## Habitat et répartition
L’étoile de mer marbrée est présente dans les eaux tropicales de l'Indo-Pacifique, principalement dans l'océan Indien central, entre la surface et 15 m de profondeur.